# Big Nick Nicholas

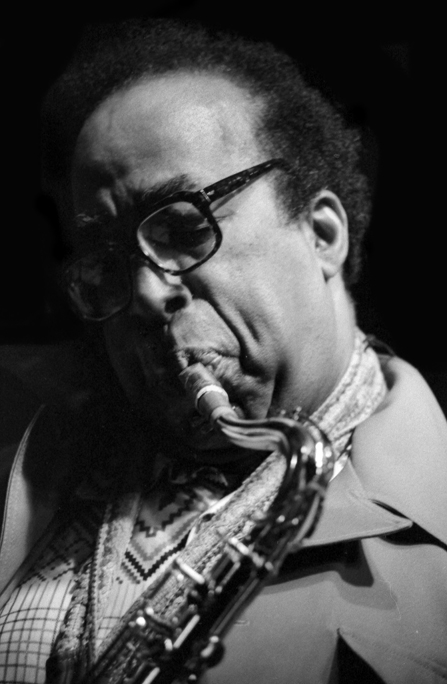
Big Nick Nicholas

George Walker „Big Nick“ Nicholas (* 2. August 1922 in Lansing; † 29. Oktober 1997 in New York) war ein amerikanischer Jazzsaxophonist (Tenor- und Altsaxophon) und Sänger.

## Leben
Big Nick Nicholas arbeitete in den 1940er Jahren mit Sabby Lewis, J. C. Heard und Lucky Millinder; 1947 gehörte er der Big Band von Dizzy Gillespie an. Nicholas trug ein 16-taktiges Solo bei der Erstaufnahme von Gillespies afro-kubanischem Jazztitel "Manteca" bei (1947). In dieser Zeit begann er auch mit Hot Lips Page zu arbeiten, was bis 1954 andauerte. 1955 spielte er in der Band von Buck Clayton. Außerdem arbeitete er mit Hank und Thad Jones, Earl Hines und Tiny Bradshaw.
1951 spielte er im Septett des Posaunisten Bennie Green und trat gemeinsam mit Miles Davis, Eddie Lockjaw Davis, Billy Taylor, Charlie Mingus und Art Blakey im New Yorker Birdland auf. außerdem wirkte er bei Frankie Laines LP Jazz Spectacular (1956) mit. 1983 veröffentlichte Big Nick Nicholas schließlich sein erstes Album unter eigenem Namen auf dem Label India Navigation, Big Nick Nicholas/Big and Warm.
„Big Nick“ Nicholas war stilistisch stark von Coleman Hawkins beeinflusst, Nicholas selbst hatte Einfluss auf den jungen John Coltrane, der ihm zu Ehren den Titel „Big Nick“ komponierte, den er für die  Impulse-Alben Duke Ellington & John Coltrane und Coltrane einspielte.